# Parc del Carmel
El parc del Carmel es troba al barri del Carmel, al districte de Horta-Guinardó de Barcelona. Situat al voltant del turó del Carmel, que forma part dels contraforts de la serra de Collserola, just al costat del Park Güell, del que el separa el Camí de Can Móra, que fa de divisió entre els districtes de Horta-Guinardó i Gràcia, al qual pertany el Park Güell.

## Descripció

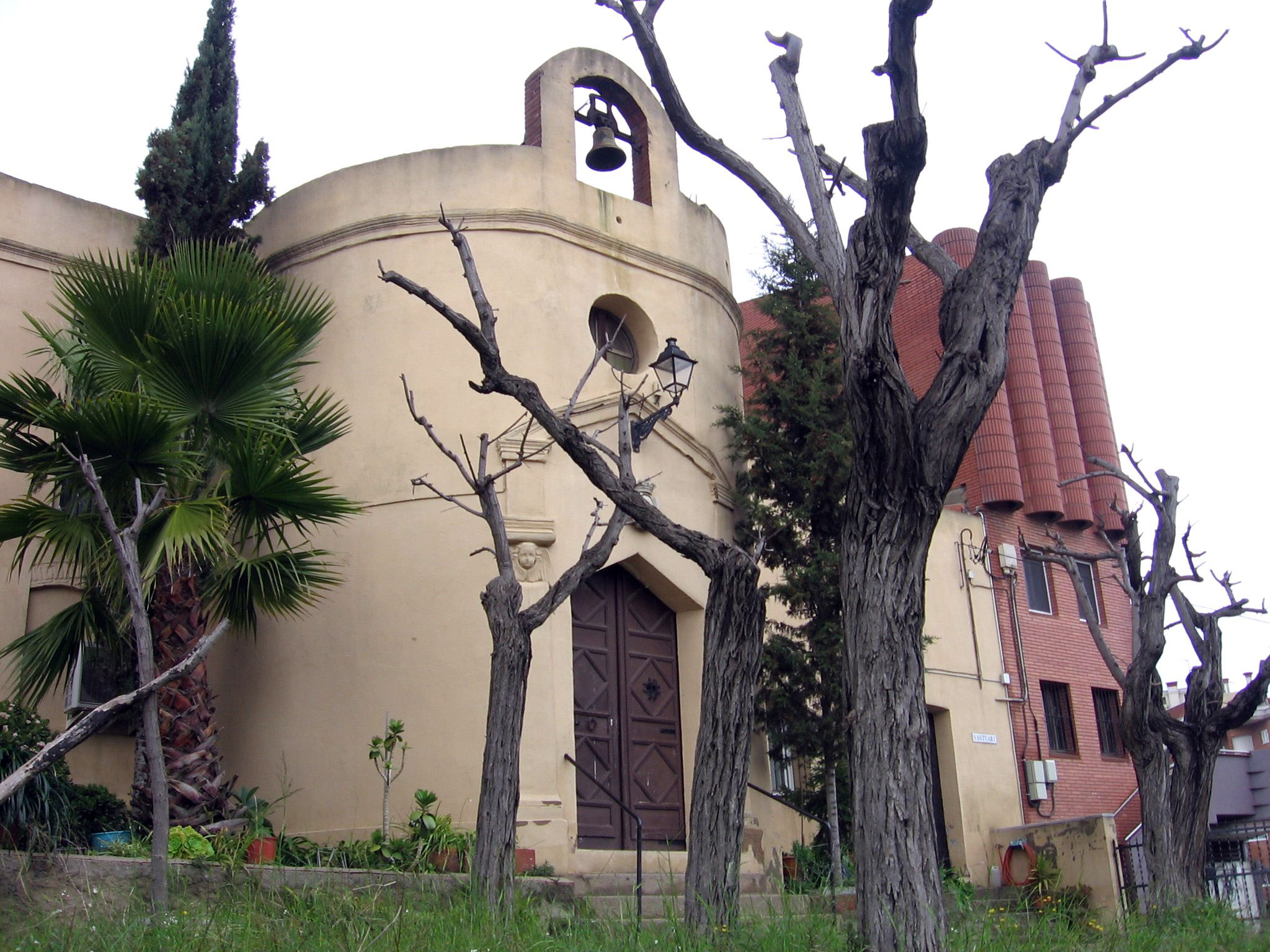
El Santuari de la Mare de Déu del Mont Carmel, que dona nom al barri i al parc.

El parc gira al voltant de la presència del Turó del Carmel, de 265,6 msnm, que forma part del Parc dels Tres Turons, juntament amb el Turó de la Rovira i el Parc de la Creueta del Coll. Antigament era conegut com a Turó d'en Móra, i va rebre el seu nom actual del Santuari de la Mare de Déu del Mont Carmel, construït al Segle XIX. També és conegut com la "Muntanya Pelada", per mancar de vegetació el seu cim. En el seu vessant sud-oest se situa el Park Güell, dissenyat per Antoni Gaudí.
A inicis del segle xix El Carmel era una zona rural, amb algunes quantes masies escampades pel seu territori, destacant la de Can Móra, que donava nom llavors al turo. L'edifici de Can Móra encara existeix, al carrer Portell, i actualment és un geriàtric.
El Santuari va ser construït entre 1860 i 1864 per iniciativa de l'ermità Miquel Viladoms, i ampliat entre 1985 i 1988 amb una nova església, obra dels arquitectes Francesc de Paula Daumal i Miquel Campos Pascual, amb un disseny més contemporani. A prop es troba també l'Ermita de la Mare de Déu de Fàtima, construïda el 1952. També hi ha dos col·legis (Virolai i CEIP Coves d'en Cimany) i dos camps de futbol, dins del Complex Esportiu Municipal del Carmel. Al costat de l'escola Virolai hi ha un mirador amb unes magnífiques vistes de Barcelona.
La part del parc corresponent a l'entrada per la Carretera del Carmel porta el nom de Jardins de Juan Ponce, en honor de Juan Ponce Perujo (Cuevas del Becerro, Màlaga, 1905-1989), un veí del barri que a través de l'Associació de Veïns del Carmel va aconseguir moltes millores per al barri. Allí es troba un casal d'avis, una àrea de jocs infantils i unes pistes de petanca.
A la part central del parc hi ha l'obra d'art públic, L'ordre d'avui és el desordre de demà (1999), d'Ian Hamilton Finlay, que fa referència a una cita del revolucionari francès Louis Antoine Léon Saint-Just, escrita en catorze blocs de pedra, simulant làpides d'una necròpoli, en un conjunt d'uns 6 m².

## Galeria

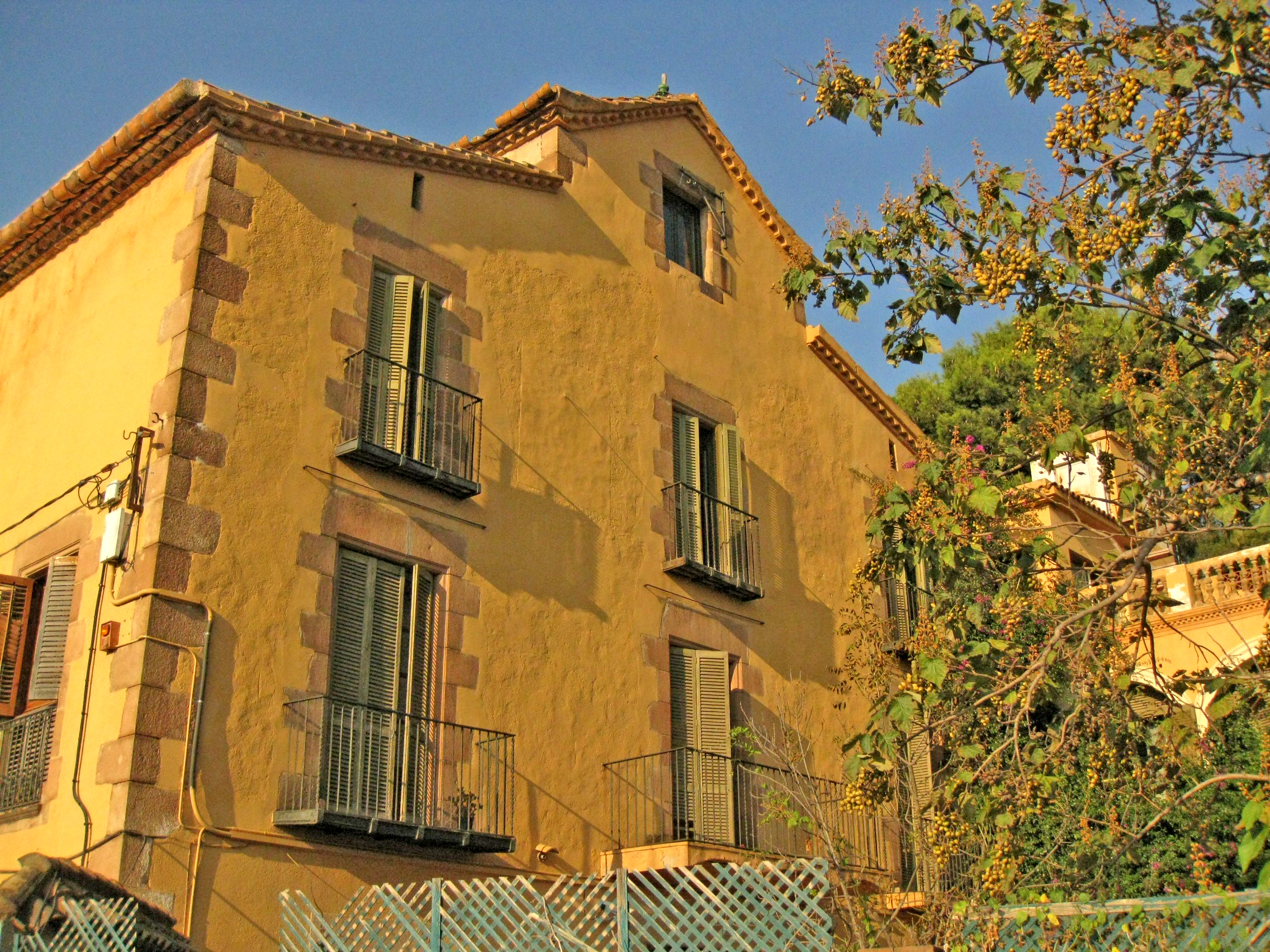
Can Móra.
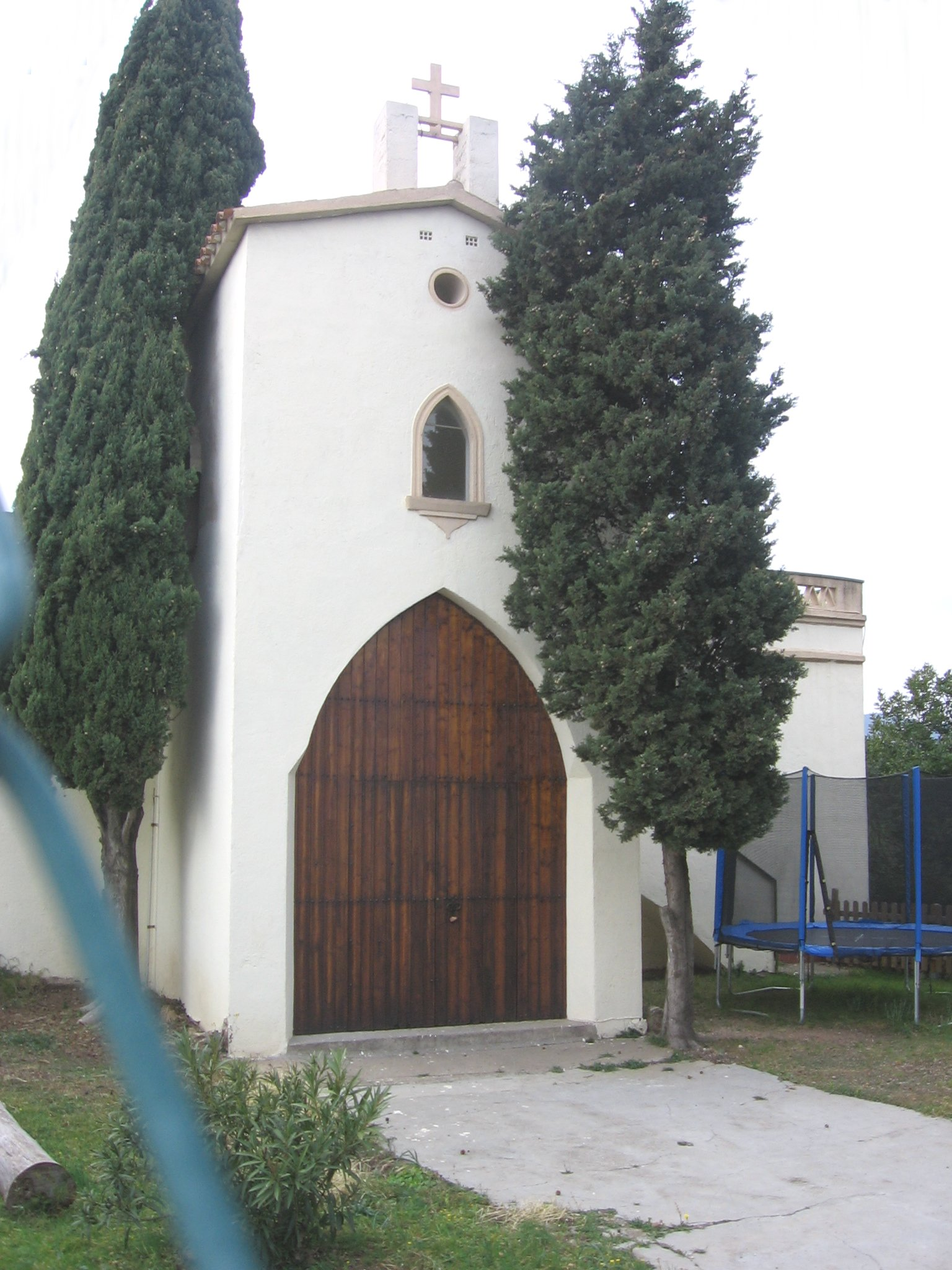
Ermita de la Mare de Déu de Fàtima.
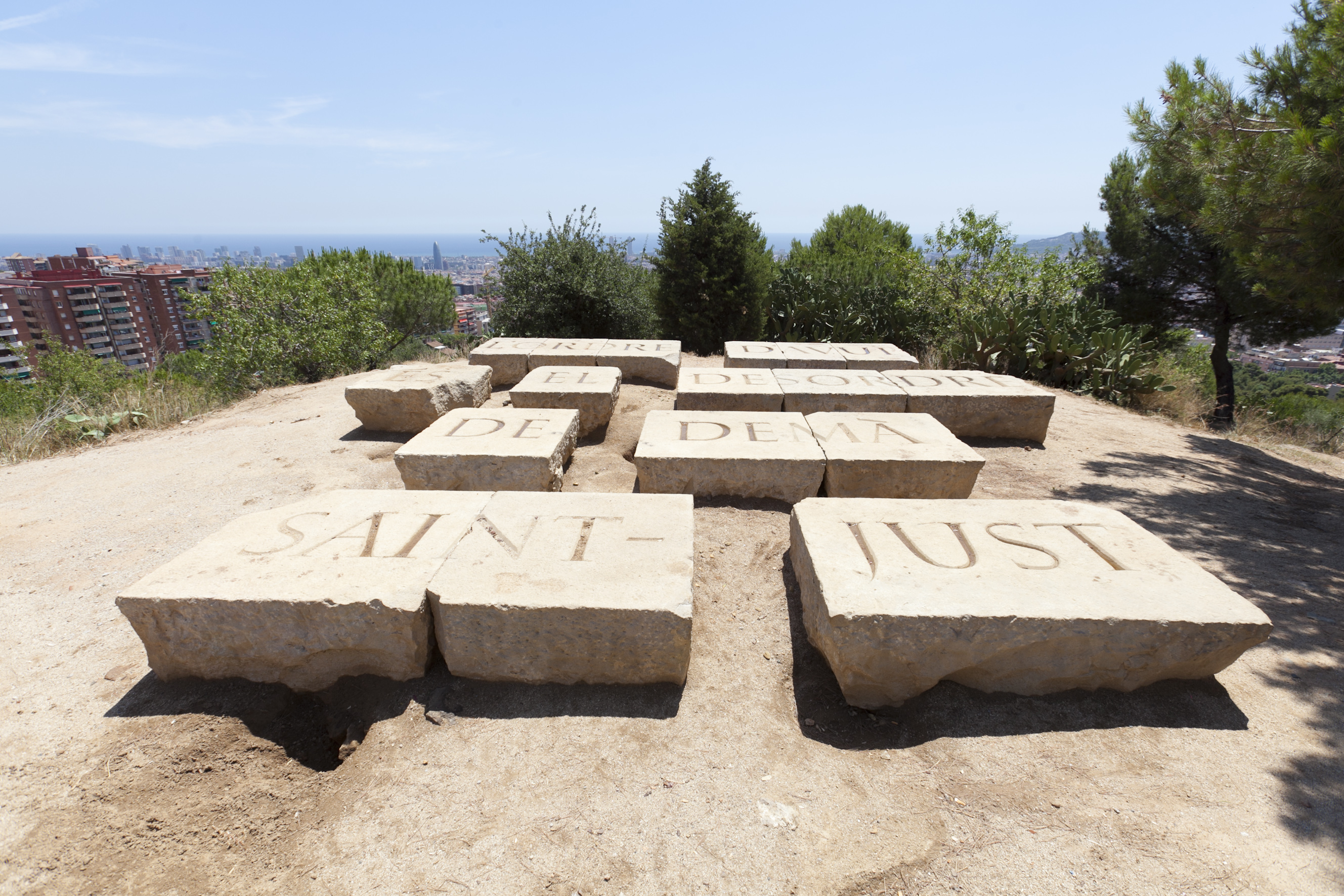
L'ordre d'avui és el desordre de demà, de Ian Hamilton Finlay.